# Huwelijk en huisgezin: maandblad der Vereeniging Van Nieuw Feministen
Huwelijk en huisgezin: maandblad der Vereeniging Van Nieuw Feministen was een tijdschrift dat tussen 1935 en 1940 maandelijks verscheen in Nederland en toenmalig Nederlands-Indië. De vereniging werd in 1933 opgericht als reactie op het feminisme van de jaren 30 van de twintigste eeuw. Het Nieuw-Feminisme was van mening dat het geluk van vrouwen niet hoofdzakelijk lag in het uitvoeren van een beroep, maar in een gelouterd huwelijk. Gelijkheid der seksen was volgens de redactie een kunstmatig begrip dat de samenleving zou schenden. Het blad werd behalve aan de leden ook toegezonden aan alle ministers, alle 1e en 2e Kamerleden, en aan politieke en maatschappelijke organisaties en vertegenwoordigers in Nederlands-Indië.